# Rally Botafumeiro de 2018
El Rally Botafumeiro de 2018 fue la 26.ª edición y la sexta ronda de la temporada 2018 del Campeonato de Galicia de Rally. Se celebró entre el 24 y el 25 de agosto y contó con un itinerario de once tramos que sumaban un total de 115,04 km cronometrados. Un total de 159 pilotos se inscribieron en la prueba, destacando a los habituales del campeonato: Víctor Senra, vencedor de la última edición del Botafumeiro, Alberto Meira o Iago Caamaño, entre otros. Supuso el regreso a la competición del piloto local Antonio Villar y la presencia del asturiano Daniel Alonso que debutó por primera vez en la prueba.
La lucha por la victoria se centró entre Víctor Senra (Ford Fiesta R5) y Alberto Meira (Mitsubishi Lancer EVO X) que se adjudicaron la mayoría de los tramos. Iago Caamaño comenzó liderando la prueba al realizar el mejor crono en el tramo urbano celebrado el viernes en San Lázaro. Tras los primeros tres tramos del sábado, Senra lideraba la prueba con medio segundo de ventaja sobre Caamaño y cuatro sobre Meira. En la segunda pasada por Vedra Senra y Meira se quedaron solos en la lucha por el primer puesto ya que un problema en la dirección de su Fiesta R5 relevó a Caamaño a la tercera plaza aunque la conservó hasta el final. Tras la neutralización de Cira se completó el último tramo de la mañana con máxima igualdad entre los dos pilotos en cabeza. Meira apretó en la primera pasada por Sigüeiro sin embargo Senra logró endosarle a su rival catorce segundos en Touro y le bastó con administrar su ventaja para asegurarse su sexta victoria en el Botafumeiro. En la cuarta plaza finalizó Manuel José Souto con su Mitsubishi Lancer Evo X, quinto Luis Penido con el Mitsubishi Lancer Evo VI y sexto Martín Bello con su Citroën C2 R2. En las copas: Pedro Castro venció en la Top Ten A Pirelli; Bello en la Top Ten B Pirelli; Daniel Berdomás en el Volante FGA; Rubén Gandoy en la Pirelli AMF Motorsport y Antonio Pére Fojón en la Iniciación Recalvi.
La prueba estuvo marcada por diversos de accidentes que provocaron la neutralización de varios tramos. El piloto José Soliño y su copiloto se salieron de la pista en el tramo de Cira saliendo ambos heridos, esto afectó a la segunda pasada del tramo que tuvo que cancelarse. Tino Iglesias («Tinín») también se salió de la calzada en Cira pero pudo remolcar el coche y continuar la carrera. Otro piloto José Manuel Pazos golpeó contra un bordillo en el tramo urbano del viernes y posteriormente sufrió un accidente en el tramo de Sarandón. En este mismo tramo, en la segunda pasada el Citroën Saxo de Heri Arán sufrió un aparatoso accidente que obligó a parar la prueba y ambos ocupantes fueron trasladados al hospital.

## Itinerario
| Día   | TC   | Nombre        | Distancia | Ganador       | Tiempo   | Líder             |
| ----- | ---- | ------------- | --------- | ------------- | -------- | ----------------- |
| Día 1 | TC1  | SS San Lázaro | 2,60 km   | Iago Caamaño  | 1:54.017 | Iago Caamaño      |
| Día 2 | TC2  | Vedra         | 9,40 km   | Víctor Senra  | 6:08.687 | Víctor Senra      |
| Día 2 | TC3  | Cira          | 12,95 km  | Iago Caamaño  | 8:33.090 | Bandera de España |
| Día 2 | TC4  | Sarandón      | 9,70 km   | Víctor Senra  | 5:26.962 | Bandera de España |
| Día 2 | TC5  | Vedra         | 9,40 km   | Alberto Meira | 6:04.729 | Bandera de España |
| Día 2 | TC6  | Cira          | 12,95 km  | Cancelado     |          |                   |
| Día 2 | TC7  | Sarandón      | 9,70 km   | Alberto Meira | 5:27.123 | Bandera de España |
| Día 2 | TC8  | Sigüeiro      | 11,73 km  | Alberto Meira | 6:02.436 | Bandera de España |
| Día 2 | TC9  | Touro         | 12,45 km  | Víctor Senra  | 7:14.573 | Bandera de España |
| Día 2 | TC10 | Sigüeiro      | 11,73 km  | Alberto Meira | 6:06.596 | Bandera de España |
| Día 2 | TC11 | Touro         | 12,45 km  | Víctor Senra  | 7:15.930 | Víctor Senra      |

## Clasificación final
| Pos. | Piloto                      | Copiloto           | Automóvil                  | Tiempo      | Diferencia |
| ---- | --------------------------- | ------------------ | -------------------------- | ----------- | ---------- |
| 1.   | Víctor Senra                | David Vázquez      | Ford Fiesta R5             | 1h00:28.672 | 0.0        |
| 2.   | Alberto Meira               | José Murado        | Mitsubishi Lancer EVO X    | 1h00:41.529 | +12.857    |
| 3.   | Iago Caamaño                | Alberto Rodríguez  | Ford Fiesta R5             | 1h01:37.898 | +1:09.226  |
| 4.   | Manuel José Souto           | Andrés Viqueira    | Mitsubishi Lancer Evo X    | 1h04:12.125 | +3:43.453  |
| 5.   | Luis Penido                 | Sergio Cancela     | Mitsubishi Lancer Evo VI   | 1h04:56.337 | +4:27.665  |
| 6.   | Martín Bello                | Alberto Bello      | Citroën C2 R2              | 1h05:03.874 | +4:35.202  |
| 7.   | Antonio Villar Costoyas     | Ramón López Marín  | Ford Fiesta R5             | 1h05:25.664 | +4:56.992  |
| 8.   | Pedro Castro                | Álvaro Vila        | Mitsubishi Lancer Evo IX   | 1h05:29.053 | +5:00.381  |
| 9.   | Adrián Campaña              | Manuel Raido       | BMW M3                     | 1h05:33.022 | +5:04.350  |
| 10.  | Antonio Fernández Valcárcel | Miguel Ángel Vidal | Mitsubishi Lancer Evo VIII | 1h06:12.782 | +5:44.110  |